# Acronychia acidula
Limón aspen, Acronychia acidula es un árbol de talla pequeña a mediana de los bosques y selvas lluviosos de Queensland, Australia. La fruta aromática y ácida es cosechada.
El limón aspen tiene un sabor entre lima y uva, y es popular en bebidas, salsas y confitería.

## Crecimiento
El árbol es cultivado a pequeña escala comercial en huertas de la costa este de Australia desde el norte de Queensland hasta el norte de Nueva Gales del Sur. El árbol es de rápido crecimiento y requiere de poda regular para mantenerse una altura práctica de cosecha. Tiene un rendimiento de cosecha mediano, y da fruto en cuatro años. Prefiere suelos bien drenados y de naturaleza margosa-arcillosa.

## Taxonomía
Acronychia acidula fue descrita por Ferdinand von Mueller y publicado en Fragmenta Phytographiae Australiae 4: 154, en el año 1864.
Etimología
Acronychia: nombre genérico que deriva de las palabras griegas akros (punta) y ónix (garra), en referencia a los pétalos, que normalmente están conectados adaxialmente en el ápice.
acidula: epíteto latíno que significa "un tanto agria"
Sinonimia
- Acronychia superba Domin
- Jambolifera acidula Kuntze[4]